# SN 2000O
SN 2000O – supernowa typu Ia odkryta 5 marca 2000 roku w galaktyce M+03-31-61. W momencie odkrycia miała maksymalną jasność 17,10m.